# Byggepladen
Byggepladen er en dansk forening for voksne Lego-entusiaster. Foreningen blev stiftet i 2003 og har pr. 2022 ca. 650 medlemmer.
Formålet med foreningen er at skabe et sted, hvor danske Lego-entusiaster har mulighed for at mødes og nyde hobbyen. Det sker dels i form af et internetforum og dels ved løbende byggemøder forskellige steder i Danmark. Desuden udgives medlemsbladet Byggebladet tre-fire gange årligt. Den største årlige aktivitet er Klodsfesten, der finder sted over tre-fire dage skiftevis øst og vest for Storebælt, og hvor der sluttes af med en udstilling for offentligheden. Derudover medvirker foreningen på det årlige Lego World i København.
Byggepladen er en privat forening men er anerkendt af Lego-koncernen og samarbejder med denne på forskellig vis, for eksempel med deltagelsen i Lego World. Foreningen er primært for voksne, og medlemmer skal være fyldt 13 år.